# Pista Lomas Verdes
 Der er for få eller ingen kildehenvisninger i denne artikel, hvilket er et problem. Du kan hjælpe ved at angive troværdige kilder til de påstande, som fremføres i artiklen.

Pista Lomas Verdes er en skøjtebane i kommunen Naucalpan som er en del af Mexico by. Adressen er Avenida Lomas Verdes 77 i Lomas Verdes området. Den bruges ofte til ishockeykamper og nogle gange også som diskotet diskotek.
19°29′09″N 99°14′22″V / 19.485912°N 99.239502°V